# Danh sách nhà nước cộng sản

Bản đồ các quốc gia tuyên bố mình theo lý tưởng cộng sản dưới đường lối Chủ nghĩa Marx-Lenin hoặc Tư tưởng Mao Trạch Đông, Tư tưởng Hồ Chí Minh trong lịch sử (lưu ý rằng không phải tất cả các quốc gia này đều đồng thời theo Chủ nghĩa Marx–Lenin hoặc Tư tưởng Mao Trạch Đông, Tư tưởng Hồ Chí Minh)

Nhà nước cộng sản là một mô hình nhà nước với một chính quyền dựa trên sự lãnh đạo của một đảng cộng sản dựa theo tư tưởng chủ nghĩa Marx - Engels - Lenin, hệ tư tưởng cộng sản như nguyên tắc của nhà nước độc đảng, đa đảng.
Trong quá khứ đã từng có nhiều quốc gia tự nhận là theo chế độ Xã hội chủ nghĩa, nhưng hiện nay chỉ còn 5 quốc gia theo Xã hội chủ nghĩa dựa trên nền chủ nghĩa Marx-Lenin là: Cộng hoà Nhân dân Trung Hoa, Cộng hoà Dân chủ Nhân dân Triều Tiên, Cộng hòa Cuba, Cộng hòa Dân chủ Nhân dân Lào và Cộng hòa Xã hội chủ nghĩa Việt Nam. Bắc Triều Tiên đã thay thế chủ nghĩa Marx- Lenin bằng tư tưởng Chủ thể trong hiến pháp vào năm 1992 và loại bỏ các mối liên hệ với Chủ nghĩa cộng sản trong hiến pháp năm 2009. Tuy nhiên theo điều lệ của đảng cầm quyền Bắc Triều Tiên năm 2021 thì họ vẫn tuyên bố ủng hộ chủ nghĩa Marx-Lenin và họ đã tuyên bố quay trở lại mục tiêu hướng đến chủ nghĩa cộng sản. Các nước theo Chủ nghĩa xã hội dân chủ được liệt kê trong Danh sách quốc gia xã hội chủ nghĩa.

## Nhà nước xã hội chủ nghĩa theo chủ nghĩa Mác-Lênin

### Châu Âu
- Cộng hòa Nhân dân Xã hội chủ nghĩa Albania (1946–1992)
- Cộng hòa Nhân dân Bulgaria (1946–1990)
- Cộng hòa Nhân dân Ba Lan (1944–1989)
- Cộng hòa Dân chủ Đức (1949–1990)
- Cộng hòa Nhân dân Hungary (1949–1989)
- Cộng hòa Liên bang Xã hội chủ nghĩa Nam Tư (1943–1992)
- Cộng hòa Xã hội chủ nghĩa România (1947–1989)
- Cộng hòa Xã hội chủ nghĩa Tiệp Khắc (1948–1990)
- Liên bang Cộng hòa Xã hội chủ nghĩa Xô viết (1922–1991)

### Châu Á
- Cộng hòa Dân chủ Afghanistan (1978–1992)
- Campuchia Dân chủ (1975–1979)
- Cộng hòa Nhân dân Campuchia (1979–1989)
- Cộng hòa Dân chủ Nhân dân Lào (1975–nay)
- Cộng hòa Nhân dân Mông Cổ (1924–1992)
- Cộng hòa Dân chủ Nhân dân Triều Tiên (1948–1972)
- Cộng hòa Nhân dân Trung Hoa (1949–nay)
- Cộng hòa Nhân dân Tuva (1921–1944)
- Việt Nam Dân chủ Cộng hòa (1945–1976)
- Cộng hòa Xã hội chủ nghĩa Việt Nam (1976–nay)
- Cộng hòa Dân chủ Nhân dân Yemen (1967–1990)

### Châu Phi
- Cộng hòa Nhân dân Angola (1975-1992)
- Cộng hòa Nhân dân Bénin (1975-1990)
- Cộng hòa Nhân dân Congo (1970-1992)
- Chính phủ Quân sự lâm thời Ethiopia Xã hội chủ nghĩa (1974-1987) /  Cộng hòa Dân chủ Nhân dân Ethiopia(1987-1991)
- Cộng hòa Dân chủ Madagascar (1975–1992)
- Cộng hòa Nhân dân Mozambique (1975–1990)
- Cộng hòa Seychelles (1977–1991)
- Cộng hòa Dân chủ Somalia (1969–1991)

### Châu Mỹ
- Cộng hòa Cuba (1959–nay)

## Tồn tại ngắn
- Cộng hòa Nhân dân Azerbaijan (1945–1946)
- Ủy ban Dân tộc Giải phóng Trung ương Campuchia (1950–1954)
- Đệ nhị Cộng hòa Đông Turkestan (1944–1949)
- Ủy ban Chính trị Giải phóng Dân tộc Hy Lạp (1944–1949)
- Chính phủ Dân chủ Lâm thời Hy Lạp (1947–1949)
- Cộng hòa Nhân dân Kurdistan (1946)
- Chính phủ Kháng chiến Lào (1950–1954)
- Cộng hòa Nhân dân Nội Mông (1945)
- Cộng hòa Dân chủ Phần Lan (1939–1940)
- Cộng hòa Užice (1941)[3]
- Cộng hòa Dân chủ Yemen (1994)
- Cộng hòa miền Nam Việt Nam (1969–1976)

### Hậu Xô viết
- Cộng hòa Xã hội chủ nghĩa Xô viết Chuvash (1990–1992)
- Cộng hòa Xã hội chủ nghĩa Xô viết Moldavia Pridnestrovia (1990–1991)
- Cộng hòa Xã hội chủ nghĩa Xô viết Tatarstan (1990–1992)

## Công xã
- Công xã Paris (1871)
- Công xã Baku (1918)
- Công xã Thượng Hải (1927)
- Công xã Quảng Châu (1927)
- Công xã Nhân dân Lao động Estonia (1918–1919)
- Công xã Lao động Karelia (1920–1923)
- Công xã Strandzha (1903)
- Công xã Công nhân Volga Đức (1918–1924)

## Các nước Cộng hòa trực thuộc

### Liên Xô

#### 15 nước cộng hòa
- Cộng hòa Xã hội chủ nghĩa Xô viết Armenia (1920–1991)
- Cộng hòa Xã hội chủ nghĩa Xô viết Azerbaijan (1920–1991)
- Cộng hòa Xã hội chủ nghĩa Xô viết Belorussia (1920–1991)
- Cộng hòa Xã hội chủ nghĩa Xô viết Estonia (1940–1941; 1944–1990)
- Cộng hòa Xã hội chủ nghĩa Xô viết Gruzia (1921–1991)
- Cộng hòa Xã hội chủ nghĩa Xô viết Kazakhstan (1936–1991)
- Cộng hoà Xã hội chủ nghĩa Xô viết Kirghizia (1936–1991)
- Cộng hòa Xã hội chủ nghĩa Xô viết Latvia (1940–1991)
- Cộng hòa Xã hội chủ nghĩa Xô viết Litva (1940–1990)
- Cộng hòa Xã hội chủ nghĩa Xô viết Moldavia (1940–1991)
- Cộng hòa Xã hội chủ nghĩa Xô viết Liên bang Nga (1917–1991)
- Cộng hòa Xã hội chủ nghĩa Xô viết Tajikistan (1929–1991)
- Cộng hòa Xã hội chủ nghĩa Xô viết Turkmenia (1921–1991)
- Cộng hòa Xã hội chủ nghĩa Xô viết Ukraina (1917/1919–1991)[4]
- Cộng hòa Xã hội chủ nghĩa Xô viết Uzbekistan (1924–1991)

#### Nước Cộng hòa tồn tại ngắn
- Cộng hòa Xã hội chủ nghĩa Xô viết Abkhazia (1921–1931)
- Trung ương Cục Đảng Bolsevik Gruzia (1922–1936)
- Cộng hòa Xã hội chủ nghĩa Xô viết Karelia–Phần Lan (1940–1956)
- Cộng hòa Xã hội chủ nghĩa Xô viết Krym (1919)
- Cộng hòa Xã hội chủ nghĩa Xô viết Liên bang Ngoại Kavkaz (1922–1936)

### Nam Tư
- Cộng hòa Xã hội chủ nghĩa Bosna và Hercegovina (1943–1990)
- Cộng hoà Xã hội chủ nghĩa Croatia (1943–1990)
- Cộng hòa Xã hội chủ nghĩa Macedonia (1944–1991)
- Cộng hòa Xã hội chủ nghĩa Montenegro (1943–1992)
- Cộng hòa Xã hội chủ nghĩa Serbia (1943–1990)
- Cộng hòa Xã hội chủ nghĩa Slovenia (1944–1990)

### Tiệp Khắc
- Cộng hòa Xã hội chủ nghĩa Séc (1969–1990)
- Cộng hòa Xã hội chủ nghĩa Slovakia (1969–1990)

## Cộng hòa Xô viết

### Đế quốc Nga
- Ủy ban Cách mạng Lâm thời Ba Lan (1920)
- Cộng hòa Xã hội chủ nghĩa Xô viết Bessarabia (1919–1920)
- Cộng hòa Xô viết Biển Đen (1918)
- Cộng hòa Xã hội chủ nghĩa Xô viết Bukhara (1920–1925)
- Cộng hòa Xô viết Xã hội chủ nghĩa Byelorussia (1919)
- Cộng hòa Xô viết Donetsk–Krivoy Rog (1918)[5]
- Cộng hòa Xã hội chủ nghĩa Xô viết Galicia (1920)[6]
- Iskolat (1917-1918) - Tên đầy đủ: Ban chấp hành Xô viết Công nhân–Binh lính–Bần nông Latvia
- Cộng hòa Xô viết Bắc Kavkaz (1918)
- Cộng hòa Xã hội chủ nghĩa Xô viết Khorezm (1920–1925)
- Cộng hòa Xô viết Kuban (1918)[7]
- Cộng hòa Xô viết Kuban–Biển Đen (1918)
- Cộng hòa Xô viết Xã hội chủ nghĩa Latvia (1918–1920)
- Cộng hòa Xô viết Litva (1918–1919)
- Cộng hòa Xã hội chủ nghĩa Xô viết Litva–Byelorussia (1919–1920)
- Cộng hòa Xô viết Mughan (1918–1919)
- Cộng hòa Xô viết Naissaar (1917–1918)
- Cộng hòa Xô viết Odessa (1918)
- Cộng hòa Công nhân Xã hội chủ nghĩa Phần Lan (1918)
- Rumcherod[a] (1917–1918)
- Cộng hòa Xô viết Sông Đông (1918)[8]
- Cộng hoà Xô viết Stavropol (1918)
- Cộng hòa Xô viết Tatar–Bashkir (1918–1920)
- Cộng hòa Xã hội chủ nghĩa Xô viết Taurida (1918)
- Cộng hòa Xô viết Terek (1918–1919)
- Cộng hòa Xã hội chủ nghĩa Xô viết Turkestan (1918–1920)
- Cộng hòa Nhân dân Ukraina (1917–1918)[b]
- Cộng hòa Nhân dân Xô viết Ukraina (1917–1918)[4]
- Cộng hòa Xô viết Ukraina (1918)[4]
- Cộng hòa Viễn Đông (1920–1922)
- Cộng hòa Xã hội chủ nghĩa Xô viết Krym (1919)

### Châu Âu
- Xô viết Ireland (1919–1923)
- Cộng hòa Xô viết Alsace–Lorraine (1918)
- Cộng hòa Xã hội chủ nghĩa Asturia (1934)
- Cộng hoà Xô viết Đức (1918–1923)
  -  Cộng hòa Xô viết Bayern (1919)
  -  Cộng hòa Xô viết Bremen (1919)
  -  Cộng hòa Xô viết Hamburg (1918–1919; 1923)
  -  Xô viết Kiel (1918)
  -  Hội đồng Công nhân và Binh sĩ Mainz (1918)
  -  Xô viết Sachsen (1918–1919)
  -  Cộng hòa Xô viết Würzburg (1919)
- Cộng hòa Xô viết Hungary (1919)
- Cộng hòa Labinskaya (1921)
- Xô viết Limerick (1919)
- Ủy ban An ninh Công cộng Luxembourg (1919)
- Cộng hòa Xô viết Slovak (1919)
- Cộng hòa Tarnobzhegskaya (1919)
- Cộng hòa Xô viết tự trị Bashkir (1917–1921)

### Châu Phi
- Xô viết Ai Cập (1918–1919)
- Hội đồng Cách mạng Quốc gia Gambia (1981)
- Ủy ban Bảo vệ Cách mạng Burkina Faso (1983–1987)

### Châu Á
- Cộng hòa Xô viết Xã hội chủ nghĩa Ba Tư (1920–1921)
- Xô viết Nghệ Tĩnh (1930–1931)
- Khu Xô viết Trung Hoa (1927–1937)
- Cộng hoà Xô viết Trung Hoa (1931–1937)
  -  Xô viết Giang Tây
  -  Xô viết Giang Tây–Phúc Kiến (1931–1935)
  -  Xô viết Đông bắc Giang Tây
  -  Xô viết Hải Lục Phong (1927)
  -  Xô viết Hồ Bắc–Hà Nam–An Huy (1931–1935)
  -  Xô viết Hồng Hồ
  -  Xô viết Hồ Nam (1927)
  -  Xô viết Hồ Nam–Giang Tây (1931–1935)
  -  Xô viết Hồ Nam–Hồ Bắc–Giang Tây (1931–1935)
  -  Xô viết Hồ Nam–Hồ Bắc–Tứ Xuyên–Quý Châu (1930–1935)
  -  Xô viết Hồ Nam–Tây Hồ Bắc
  -  Xô viết Thiểm Tây–Cam Túc
  -  Xô viết Tứ Xuyên–Thiểm Tây
- Khu giải phóng Trung Hoa (1946–1949)

## Khu vực chiếm đóng
- Khu vực Đông Đức (1945–1949)
- Khu vực Mãn Châu (1945–1946)
- Ủy trị Triều Tiên (1945–1946)

## Cộng hòa tự trị

### Nga
- Cộng hòa Xã hội chủ nghĩa Xô viết tự trị Adjar (1921–1991)
- Cộng hòa Xã hội chủ nghĩa Xô viết tự trị Bashkir (1919–1990)
- Cộng hòa Xã hội chủ nghĩa Xô viết tự trị Buryat (1958–1990)
- Cộng hòa Xã hội chủ nghĩa Xô viết tự trị Buryat-Mongol (1923–1958)
- Cộng hòa Xã hội chủ nghĩa Xô viết tự trị Chechen-Ingush (1936–1944; 1957–1991)
- Cộng hòa Xã hội chủ nghĩa Xô viết tự trị Chuvash (1925–1990)
- Cộng hoà Xã hội chủ nghĩa Xô viết tự trị Dagestan (1921–1990)
- Cộng hòa Xã hội chủ nghĩa Xô viết tự trị Gorno-Altai (1990–1992)
- Cộng hòa Xã hội chủ nghĩa Xô viết tự trị Gorskaya (1921–1924)
- Cộng hòa Xã hội chủ nghĩa Xô viết tự trị Kabardin (1944–1957)
- Cộng hòa Xã hội chủ nghĩa Xô viết tự trị Kabardino-Balkaria (1936–1944; 1957–1991)
- Cộng hòa Xã hội chủ nghĩa Xô viết tự trị Kalmyk (1958–1990)
- Cộng hòa Xã hội chủ nghĩa Xô viết tự trị Karachay-Cherkess (1990–1991)
- Cộng hòa Xã hội chủ nghĩa Xô viết tự trị Karelia (1923–1940; 1956–1992)
- Cộng hòa Xã hội chủ nghĩa Xô viết tự trị Kazakhstan (1925–1936)
- Cộng hoà Xã hội chủ nghĩa Xô viết tự trị Kirghizia (1926–1936)
- Cộng hòa Xã hội chủ nghĩa Xô viết tự trị Komi (1936–1991)
- Cộng hòa Xã hội chủ nghĩa Xô viết tự trị Krym (1921–1945)
- Cộng hòa Xã hội chủ nghĩa Xô viết tự trị Mari (1936–1990)
- Cộng hòa Xã hội chủ nghĩa Xô viết tự trị Mordovia (1934–1990)
- Cộng hòa Xã hội chủ nghĩa Xô viết tự trị Bắc Ossetia (1936–1990)
- Cộng hòa Xã hội chủ nghĩa Xô viết tự trị Tajikistan (1924–1929)
- Cộng hòa Xã hội chủ nghĩa Xô viết tự trị Tatarstan (1920–1990)
- Cộng hòa Xã hội chủ nghĩa Xô viết tự trị Turkestan (1918–1924)
- Cộng hòa Xã hội chủ nghĩa Xô viết tự trị Tuva (1961–1992)
- Cộng hòa Xã hội chủ nghĩa Xô viết tự trị Udmurt (1917–1991)
- Cộng hòa Xã hội chủ nghĩa Xô viết tự trị Volga Đức (1918–1941)
- Cộng hoà Xã hội chủ nghĩa Xô viết tự trị Yakut (1922–1990)

### Azerbaijan
- Cộng hoà Xã hội chủ nghĩa Xô viết tự trị Nakhchivan (1924–1990)

### Gruzia
- Cộng hòa Xã hội chủ nghĩa Xô viết tự trị Abkhazia (1931–1991)

### Ukraina
- Cộng hòa Xã hội chủ nghĩa Xô viết tự trị Moldavia (1924–1940)
- Cộng hòa Xã hội chủ nghĩa Xô viết tự trị Krym (1991–1992)

### Uzbekistan
- Cộng hòa Xã hội chủ nghĩa Xô viết Tự trị Karakalpak (1932–1992)